# Blepharhymenus lativentris
Blepharhymenus lativentris är en skalbaggsart som först beskrevs av Thomas Casey 1893.  Blepharhymenus lativentris ingår i släktet Blepharhymenus och familjen kortvingar. Inga underarter finns listade i Catalogue of Life.